# Lanfrank z Bec
Lanfrank z Bec (ur. ok. 1010 w Pawii w Lombardii, zm. 28 maja 1089 w Canterbury) – średniowieczny filozof i teolog, benedyktyn i arcybiskup Canterbury. Pierwszy opat klasztoru Saint-Étienne w Caen, duchowy doradca Wilhelma Zdobywcy. Założył szkołę klasztorną w Bec w Normandii.
W sporze o wzajemny stosunek wiary i rozumu stawał w obronie poglądów dających pierwszeństwo wierze. Dla udowodnienia wysuwanych tez posługiwał się rozumowaniem, traktując dialektykę jako metodę poznawczą w teologii.
Zabrał głos w sporze o Eucharystię, który miał miejsce około 1050 roku i wypowiedział się przeciwko Berengarowi. Dla wyjaśnienia realnej obecności posłużył się terminologią zaczerpniętą z filozofii Arystotelesa. Odróżnił w eucharystycznych postaciach niewidzialną substancję od widzialnych przypadłości (akcydensy). Przemiana sakramentalna dokonuje się – jak tłumaczył – na poziomie substancji, a nie przypadłości. Nauka o substancji i jej akcydensach pozwoliła na odejście od „kanibalistycznych” interpretacji Eucharystii i dała podstawę dla późniejszej nauki o transsubstancjacji. Termin transsubstancjacja (tj. przemiana substancji chleba w substancję Chrystusa), utworzony został w połowie XII wieku, podjął go sobór laterański IV i sobór trydencki, a twórczo rozwinął Tomasz z Akwinu.
Próbował zrewidować tekst Wulgaty, jednak bez powodzenia.
Mimo iż nigdy nie potwierdzono jego kultu, prymas Lanfrank w Anglii tytułowany jest mianem błogosławionego.